# Montevarchi
De hoofdstad van de gelijknamige gemeente Montevarchi is gelegen in de Italiaanse regio Toscane, in de provincie Arezzo. Belangrijk voor de lokale economie is de landbouw, chemische industrie en de vervaardiging van kleding en meubels. Vanwege de centrale ligging in het Valdarno Superiore is in Montevarchi een ziekenhuis gebouwd.
Montevarchi ligt op de linkeroever van de rivier de Arno. De stad is in de 12de eeuw ontstaan rond het kasteel Monte Guarchi. De stad werd afwisselend door de graven Guidi en de Florentijnen gedomineerd. Uiteindelijk maakte Montevarchi deel uit van het Groothertogdom Toscane.
De belangrijkste bouwwerken in het centrum van Montevarchi zijn: de 17de-eeuwse kerk San Lorenzo en het 13de-eeuwse ex-klooster San Lodovico. In dit complex zijn tegenwoordig het paleontologische museum en de bibliotheek van de Academia Valarnese del Poggio gevestigd.
De volgende frazioni maken deel uit van de gemeente: Caposelvi, Levane en Mercatale Valdarno, (gedeeld met Bucine), Levanella, Rendola, Ricasoli.

## Geboren in Montevarchi
- Roberto Vasai (1951), voorzitter provinciebestuur Arezzo
- Rinaldo Nocentini (1977), wielrenner
- Maria Elena Boschi (1981), minister in het kabinet-Renzi
- Lorenzo Venuti (1995), voetballer
- Gabriele Benedetti (2000). wielrenner

## Toerisme
Promozione del Territorio is te vinden op het adres Via Roma 89.